# Erina pruina
Erina pruina är en fjärilsart som beskrevs av Druce 1904. Erina pruina ingår i släktet Erina och familjen juvelvingar. Inga underarter finns listade i Catalogue of Life.